# Feria del ajo de Zamora

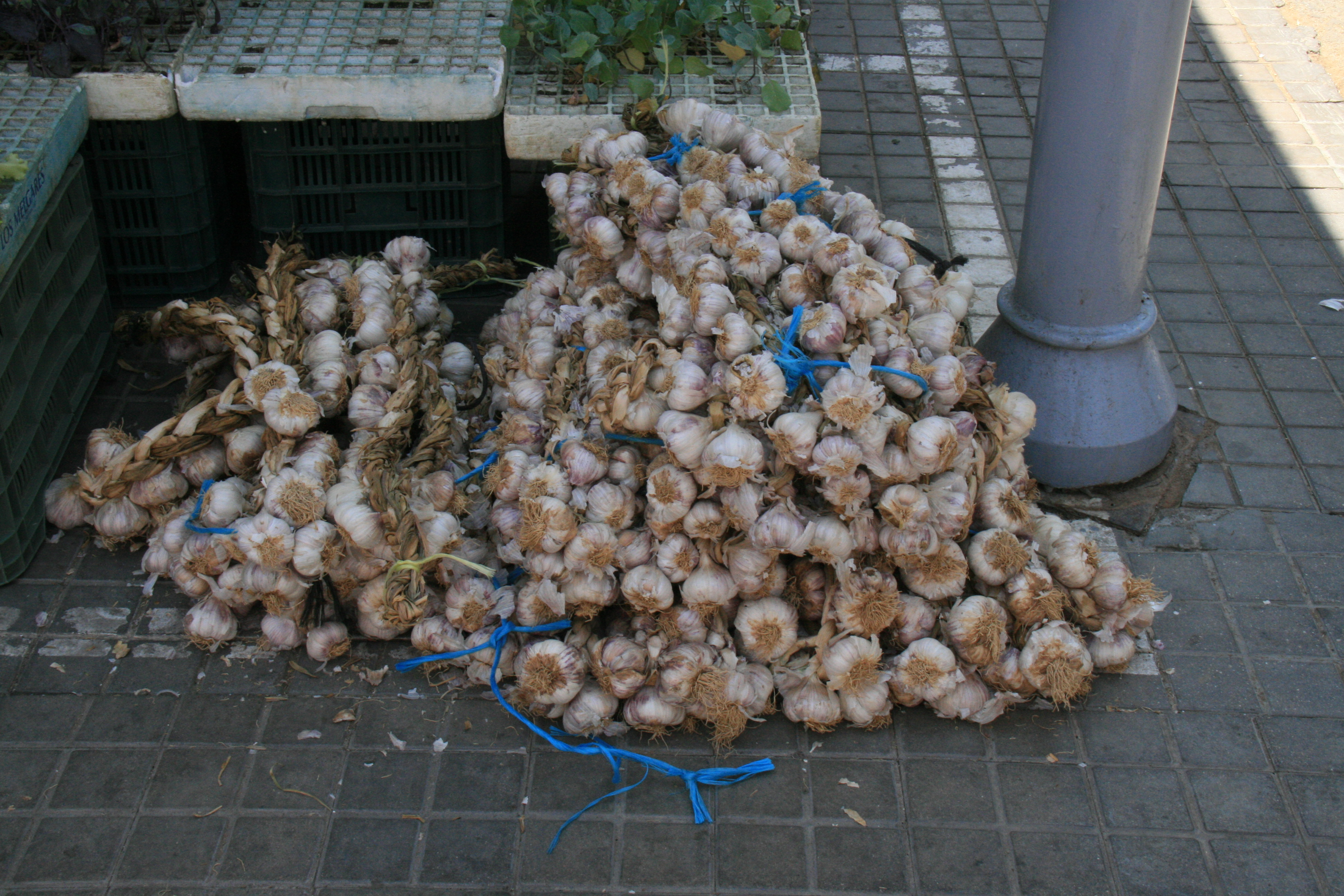
Puesto de ajos en el mercado de Zamora.

La Feria del ajo de Zamora (denominada igualmente Feria de San Pedro) es un festival anual que se celebrada desde el siglo XIX en la calle de las Tres Cruces de la capital zamorana. En este evento los agricultores presentan la producción de ajo (allium sativum) de la temporada. Se vende ajo a granel, o en forma de artísticas ristras de ajo. La feria suele celebrarse desde el 27 de junio hasta el 29 de junio de cada año. Suelen venderse cantidades que rondan aproximadamente entre medio y un millón de kilos de ajos, con premios especiales a la ristra de mayor peso, la cabeza mayor y el mayor número de ristras. La feria suele tener varios centenares de puestos a lo largo de la avenida. Esta feria, junto a la Feria de Cerámica, es lo más relevante de la Feria de San Pedro. La feria tiene su réplica en la vecina ciudad de Toro, así como en otras grandes ciudades de la provincia. 

## Historia
Sobre la celebración de la feria, ya Pascual Madoz en 1830 menciona su existencia en el Diccionario geográfico-estadístico-histórico de España (Volumen 16). Las ferias, que se celebraban a finales de junio, debido a que la recogida de la cosecha de ajos a lo largo de la provincia que se realiza a finales de este mes; se celebraban en diferentes regiones. Es en 1889, cuando el alcalde de Zamora Germán Mateos aglutina las ferias que tradicionalmente se venían celebrando en distintas épocas del año en una sola. Esta feria se realizó en diversas partes del casco antiguo de la ciudad, en la Cuesta de San Cipriano y en la plaza de Viriato.
En la primera década del siglo XX la feria del ajo se trasladó a la plaza del Cuartel Viejo, y en los años 1950 se llevó al que sería su emplazamiento del siglo XX, y parte del XXI, la avenida de las Tres Cruces. La feria paralela de cerámica se añade en los 40 años, en 1972, mediante iniciativa del concejal Herminio Ramos, con la ayuda de varios alfareros de Pereruela y Moveros. 